# Muzy

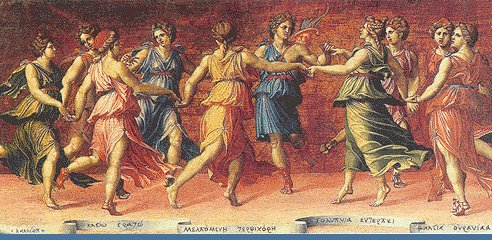
Muzy

Muzy (lm gr. Μοῦσαι Moûsai, łac. Musae, lp. gr. Μούσα Moúsa, łac. Musa) – w mitologii greckiej boginie sztuki i nauki. Ośrodkami kultu muz były Delfy, Parnas i Helikon w Beocji.
W zależności od autora różniły się składem, imionami i rodowodem.

## Muzy olimpijskie
Hezjod, Apollodoros i inni autorzy wymieniają dziewięć tzw. muz olimpijskich (gr. Μοῦσαι Ὀλυμπιάδες Moûsai Olympiádes), będących córkami Zeusa i Mnemosyne. Każda muza opiekowała się konkretną dziedziną poezji, sztuki czy nauki i miała przydzielony atrybut:
- Kalliope (gr. Καλλιόπη Kalliópē, łac. Calliope) – poezja epicka oraz filozofia i retoryka, przedstawiano ją z tabliczką i rylcem
- Klio (gr. Κλειώ Kleiṓ, łac. Clio) – historia, przedstawiano ją ze zwojem papirusu
- Erato (gr. Ἐρατώ Eratṓ, łac. Erato) – poezja miłosna, przedstawiano ją z kitarą
- Euterpe (gr. Eὐτέρπη Eutérpē, łac. Euterpe) – poezja liryczna, gra na flecie, przedstawiano ją z aulosem
- Melpomene (gr. Μελπομένη Melpoménē, łac. Melpomene) – tragedia i śpiew, przedstawiano ją z maską tragiczną
- Polihymnia (gr. Πολύμνια Polýmnia, łac. Polihymnia) – pieśń, poezja chóralna, pantomima, przedstawiano ją zawsze głęboko zamyśloną, bez atrybutu
- Talia (gr. Θάλεια Tháleia, łac. Thalia) – komedia, przedstawiano ją z maską komiczną
- Terpsychora (gr. Τερψιχόρη Terpsichórē, łac. Terpsichore) – taniec, przedstawiano ją z lirą i plektronem
- Urania (gr. Οὐρανία Ouranía, łac. Urania) – astronomia i geometria, przedstawiano ją z cyrklem i kulą nieba (gwiezdnym globusem)

Wszystkie muzy miały zdolność wieszczenia i występowały w orszaku Apollina, nazywanego przodownikiem muz (gr. Μουσηγέτης Mousēgétēs).

## Inne muzy
Początkowo była jedna muza – opiekunka aojdów, muza pamięci, później trzy:
- Aojde (gr. Ἀοιδή Aoidḗ, łac. Aoede) – śpiew i poezja
- Melete (gr. Μελέτη Melétē, łac. Melete) – ćwiczenie, nauka, praca
- Mneme (gr. Μνήμη Mnḗmē, łac. Mneme) – pamięć, wspomnienia

Zwane były muzami helikońskimi (gr. Ἑλικωνιάδες Μοῦσαι Helikōniádes Moûsai), ponieważ czczono je na Helikonie, bądź muzami tytanidami (gr. Μοῦσαι Τιτανίδες Moûsai Titanídes), jako że wedle Pauzaniasza były córkami Uranosa.
W O naturze bogów Cyceron z kolei wymienia cztery muzy – córki Uranosa:
- Telksinoe (gr. Θελξινόη Thelxinóē, łac. Thelxinoë – ‘czarująca umysł’)
- Arche (gr. Ἀρχή Archḗ, łac. Arche – ‘początek’)
- Aojde
- Melete

Zgodnie z przekazem Plutarcha w Delfach znano trzy muzy apollonidy (gr. Μοῦσαι Ἀπολλωνίδες Moûsai Apollōnídes), które są również nazwami trzech antycznych muzycznych strun liry:
- Nete (gr. Νήτη Nḗtē, łac. Nete) – najniższa nuta
- Mese (gr. Μήση Mḗsē, łac. Mese) – środkowa nuta
- Hypate (gr. Ὑπάτη Hypátē, łac. Hypate) – najwyższa nuta

U Eumelosa pojawiają się inne córki Apollina:
- Kefiso (gr. Κηφισώ Kēphisṓ, łac. Cephisso)
- Apollonis (gr. Ἀπoλλωνίς Apollōnís, łac. Apollonis)
- Borystenis (gr. Βορυσθενίς Borysthenís, łac. Borysthenis)

## Odwołania w nowożytności
Film lub twórczość filmową określa się mianem „dziesiątej muzy”, telewizję – „jedenastej muzy”, internet i gry zaś- „dwunastej muzy”.